# چیریاکو اسفورتسا
چیریاکو اسفورتسا (ایتالیایی: Ciriaco Sforza؛ زادهٔ ۲ مارس ۱۹۷۰) بازیکن سابق و مربی فوتبال اهل سوئیس است.
از باشگاه‌هایی که در آن بازی کرده‌است می‌توان به باشگاه فوتبال کایزرسلاوترن، باشگاه فوتبال اینتر میلان، باشگاه فوتبال بایرن مونیخ، و باشگاه فوتبال گراس‌هاپر زوریخ اشاره کرد.
وی همچنین در تیم ملی فوتبال سوئیس بازی کرده‌است.